# Miloš Kopecký
Miloš Kopecký (ur. 22 sierpnia 1922 w Pradze, zm. 16 lutego 1996 tamże) – czeski aktor, w Polsce znany głównie z roli doktora Štrosmajera w serialu Szpital na peryferiach (1977 i 1981).

## Życiorys
Był synem czeskiego kuśnierza i handlowca. Matka pochodzenia żydowskiego zginęła podczas wojny w obozie koncentracyjnym w Oświęcimiu. Sam Kopecký w 1944 pod zarzutem pochodzenia żydowskiego również przebywał 7 miesięcy w obozie pracy. We wspomnieniach twierdził, iż jego ojciec dlatego rozwiódł się z  matką, aby wyżywić siebie i jego. Sądził też, że matka przeżyłaby wojnę, gdyby trafiła do obozu w Terezinie (gdzie istotnie była i skąd wywieziono ją do obozu zagłady). Jej śmierć spowodowała u Kopeckiego depresję, z którą zmagał się przez całe życie.
Po wyzwoleniu podjął pracę w teatrze, działając m.in. w Teatrze Satyry; później otrzymał propozycję z filii Teatru Narodowego. Najdłużej (od 1965 do śmierci) występował w Teatrze na Vinohradach w Pradze. Sławę i uznanie krytyki przyniosły mu role w spektaklach: Kotka na gorącym blaszanym dachu Tennessee Williamsa, Henryk IV Luigi Pirandello, Pigmalion George’a Bernarda Shawa, Ryszard III Williama Shakespeare’a,  Mistrz i Małgorzata Michaiła Bułhakowa, a tytułowa kreacja w komedii Skąpiec Moliera uznawana jest za najlepszą w historii czeskiego teatru.
Aktor był miłośnikiem szachów. Przyjaźnił się m.in. z popularnym czeskim komikiem Vladimírem Menšíkem. Czterokrotnie żonaty, pierwszą jego żoną była aktorka Stella Zázvorková, którą poślubił w 1945, zaś ich związek trwał jeden rok. Z tego małżeństwa pochodziło jedyne dziecko aktora – córka Jána, która w wieku 15 lat popełniła samobójstwo. Znany był początkowo z ról negatywnych amantów, sam w życiu prywatnym miał kochanki i nie krył się z tym nawet przed swymi żonami.
Kopecký był członkiem KPCz. W 1977 podpisał tzw. Antykartę będącą odpowiedzią władz na Kartę 77. Na początku lat 80. występował w programie telewizyjnym Krok w nieznane, wymierzonym przeciw czechosłowackim emigrantom politycznym, jednakże w 1987 jako pierwszy z sympatyzujących z komunistami aktorów publicznie skrytykował władze komunistyczne, sugerując rządzącym podanie się do dymisji. W 1985 otrzymał tytuł Ludowego Artysty Czechosłowacji.
Pod koniec życia jego stan psychiczny pogorszył się, wskutek czego trafił do szpitala psychiatrycznego, gdzie zmarł w 1996 na depresję.

## Filmografia
- Błysk przed świtem (Posel úsvitu, reż. Václav Krška, 1951) jako dr Held, lekarz
- Dumna królewna (Pyšná princezna, reż. Bořivoj Zeman, 1952) jako kanclerz
- Wielka przygoda (Velké dobrodružství, reż. Miloš Makovec, 1952) jako Cecil Rhodes
- Anna proletariuszka (Anna proletářka, reż. Karel Steklý, 1953) jako komisarz
- Był sobie król (Byl jednou jeden král…, reż. Bořivoj Zeman, 1955) jako książę mądry
- Psiogłowcy (Psohlavci, reż. Martin Frič, 1955) jako zarządca Koš
- Góra tajemnic (Větrná hora, reż. Jiří Sequens, 1956) jako Melichar Hnátek
- Srebrny wiatr (Stříbrný vítr, reż. Václav Krška, 1956) jako nadporucznik Gerlič
- Dobry wojak Szwejk (Dobrý voják Švejk, reż. Karel Steklý, 1957) jako feldkurat Otto Katz
- Ukryte skarby (Konec cesty, reż. Miroslav Cikán, 1960) jako Jirák
- Lemoniadowy Joe (Limonádový Joe aneb Koňská opera, reż. Oldřich Lipský, 1964) jako Horacy Badman vel Hogo Fogo
- Pan Tau (Hledá se pan Tau, reż. Jindřich Polák, 1972) jako Vousac
- Panowie, zabiłem Einsteina (Zabil jsem Einsteina, pánové!, reż. Oldřich Lipský, 1969) jako Wertheim
- Jest pan wdową, proszę pana! (Pane, vy jste vdova!, reż. Václav Vorlíček, 1970) jako profesor Somr
- Sześć niedźwiedzi i klown Cebulka (Šest medvědů s Cibulkou, reż. Oldřich Lipský, 1972) jako Švihák
- Noc na Karlsztejnie (Noc na Karlštejně, reż. Zdeněk Podskalský, 1973) jako książę Stepan z Bawarii
- Jak utopić doktora Mraczka (Jak utopit dr. Mráčka aneb Konec vodníků v Čechách, reż. Václav Vorlíček, 1974) jako Wassermann
- Jutro się policzymy, kochanie (Zítra to roztočíme, drahoušku…!, reż. Petr Schulhoff, 1976) jako Evžen Novák
- Adela jeszcze nie jadła kolacji (Adéla ještě nevečeřela, reż. Oldřich Lipský, 1977) jako baron von Kratzmar
- Szpital na peryferiach (Nemocnice na kraji města, reż. Jaroslav Dudek, 1977–81) jako doktor Štrosmajer
- Boska Emma (Božská Ema, reż. Jiří Krejčík, 1979) jako Samuel
- Tajemnica zamku w Karpatach (Tajemství hradu v Karpatech, reż. Oldřich Lipský, 1981) jako baron Gorc
- Poskromienie złośnika (Zkrocení zlého muže, reż. Marie Poledňáková, 1981) jako Bayer
- Serdeczne pozdrowienia z Ziemi (Srdečný pozdrav ze zeměkoule, reż. Oldřich Lipský), 1983 jako prof. Horowitz
- Anielska diablica (Anděl s ďáblem v těle, reż. Václav Matějka), 1984 jako Boura
- Anioł uwodzi diabła (Anděl svádí ďábla, reż. Václav Matějka), 1988 jako Boura
- Anielskie oczy (Andělské oči, reż. Dušan Klein, 1994) jako Krause